# 25 octobre dans les chemins de fer
25 septembre 25 novembre
Chronologies thématiques
- Croisades
- Sports
- Disney

Cette page concerne les évènements qui se sont déroulés un 25 octobre dans les chemins de fer.

## Événements

### XIXesiècle
- x

### XXesiècle
- 1935. France : fermeture du Chemin de fer du Mont-Revard au trafic voyageurs.

### XXIesiècle
- 2006. France : à la suite d'un appel d'offres, la SNCF a attribué à la société canadienne Bombardier la première tranche du marché du renouvellement de 40 % de son matériel roulant sur le réseau Transilien, ce qui correspond à la livraison de 172 rames automotrices entre décembre 2009 et 2015 pour un montant de 4 milliards d'euros. L'attribution à Bombardier de ce marché, connu sous le nom de « NAT » (Nouvelle automotrice Transilien), a été contesté par son concurrent Alstom, qui accuse Bombardier de concurrence déloyale.

## Anniversaires

### Naissances
- 1807, Émile Grignard (1807-1870), Géomètre du cadastre Fondateur et directeur de la Compagnie du chemin de fer de Lyon (la Croix-Rousse) au camp de Sathonay[1].

### Décès
- 1878, meurt Édouard Beugniot, ingénieur civil concepteur d'un système d'articulation des essieux moteurs des locomotives à vapeur[2].